# Таёжный (Пермский край)
Таёжный — посёлок в Пермском районе Пермского края. Входит в состав Юго-Камского сельского поселения.

## Географическое положение
Расположен вблизи реки Левинская Рассоха, примерно в 28 км к востоку от административного центра поселения, посёлка Юго-Камский.

## Население
| 2010 |
| ---- |
| 86   |

## Улицы[2]
- Лесная ул.
- Нефтяников ул.
- Рабочая ул.
- Советская ул.
- Центральная ул.

## Топографические карты
- Лист карты O-40-76 Юго-камский. Масштаб: 1 : 100 000. Состояние местности на 1983 год. Издание 1984 г.